# Meskowski Schmidt Special
Meskowski Schmidt Special – samochód Indianapolis 500, uczestniczący w tych zawodach w latach 1960–1962.

## Historia
Samochód został zbudowany przez Wally'ego Meskowskiego na zlecenie Petera Schmidta z Saint Louis z przeznaczeniem do wyścigów Indianapolis 500. Meskowski był również szefem mechaników w zespole Schmidta. Pojazd, napędzany silnikiem Offenhauser, zadebiutował w 1960 roku, a jego kierowcą był Bob Veith. Veith zakwalifikował się z 25 czasem, a ukończył wyścig na ósmym miejscu. W pewnym momencie wyścigu był piąty, ale wskutek długiego pit-stopu stracił tę lokatę. W 1961 Schmidt ponownie wystawił samochód, a kierowcą był Jack Rounds. W trakcie kwalifikacji doszło do awarii i Rounds się nie zakwalifikował.
W 1962 roku samochód nabył Ray Howard, który wystawił go dla Leona Cluma. Clum jednak się nie zakwalifikował do wyścigu. Po 1962 roku Meskowski nie był już używany w Indianapolis. W roku 1976 samochód został zakupiony przez Rona Kellogga, a trzy lata później Sam Hanks prowadził go podczas imprezy na torze Ontario Motor Speedway. W 1983 roku pojazd kupił Patrick Lindsay, następnie wystawiając go w pokazach historycznych. W roku 1998 nowym właścicielem został Larry Menser, który postanowił przemalować samochód na barwy używane w 1960 roku, ponadto dodał oryginalne części, jak skrzynia biegów, tarcze hamulcowe czy amortyzatory. Samochód uczestniczył w historycznych imprezach na zachodzie Stanów Zjednoczonych. W 2004 roku model nabyli Bill i Barbara Boone.

## Wyniki
| Legenda oznaczeń w tabelach wyników Wyświetl szablon na nowej stronie | Legenda oznaczeń w tabelach wyników Wyświetl szablon na nowej stronie                                                                     |
| Oznaczenie                                                            | Wyjaśnienie |
| --------------------------------------------------------------------- | --- |
| Złoty                                                                 | Zwycięzca lub mistrzostwo |
| Srebrny                                                               | 2. miejsce lub wicemistrzostwo |
| Brązowy                                                               | 3. miejsce lub II wicemistrzostwo |
| Zielony                                                               | Ukończył, punktował (w klasyfikacji generalnej, gdy zdobył co najmniej jeden punkt na przestrzeni sezonu, poza trzema powyższymi opcjami) |
| Niebieski                                                             | Ukończył, nie punktował (w klasyfikacji generalnej, gdy nie zdobył co najmniej jednego punktu na przestrzeni sezonu)                      |
| Czerwony                                                              | Nie zakwalifikował się (NZ) |
| Czerwony                                                              | Nie prekwalifikował się (NPK) |
| Różowy                                                                | Nie ukończył (NU) |
| Różowy                                                                | Niesklasyfikowany (NS) (w klasyfikacji generalnej, gdy nie został sklasyfikowany w żadnym wyścigu sezonu)                                 |
| Czarny                                                                | Zdyskwalifikowany (DK) |
| Czarny                                                                | Wykluczony (WYK/EX) |
| Biały                                                                 | Nie wystartował (NW) |
| Biały                                                                 | Kontuzjowany (K/INJ) |
| Biały                                                                 | Wyścig odwołany (OD/C) |
| Bez koloru                                                            | Został wycofany (WYC/WD) |
| Bez koloru                                                            | Nie przybył (NP/DNA) |
| Bez koloru                                                            | Nie brał udziału w treningach (NT/DNP) |
| Bez koloru                                                            | Nie został zgłoszony (–) |
| Pogrubienie                                                           | Start z pole position |
| Kursywa                                                               | Najszybsze okrążenie wyścigu |
| †                                                                     | Nie ukończył, ale jego rezultat został zaliczony ze względu na przejechanie więcej niż 90% dystansu wyścigu.                              |
| *                                                                     | Sezon w trakcie |
| 1/2/3                                                                 | Punktowana pozycja w sprincie kwalifikacyjnym                                                                                             |
| Lista systemów punktacji Formuły 1                                    | |

### Indianapolis 500
| Rok  | Kierowca    | Nr | Kwalifikacje | Wynik | Okr. | Lider | Uwagi |
| ---- | ----------- | -- | ------------ | ----- | ---- | ----- | ----- |
| 1960 | Bob Veith   | 44 | 25           | 8     | 200  |       |       |
| 1961 | Jack Rounds | 44 | NZ           |       |      |       |       |
| 1962 | Leon Clum   | 23 | NZ           |       |      |       |       |

### Formuła 1
W latach 1950–1960 wyścig Indianapolis 500 był eliminacją Mistrzostw Świata Formuły 1.
| Sezon | Zespół        | Silnik      | Kierowcy  | Wyniki w poszczególnych eliminacjach | Wyniki w poszczególnych eliminacjach | Wyniki w poszczególnych eliminacjach | Wyniki w poszczególnych eliminacjach | Wyniki w poszczególnych eliminacjach | Wyniki w poszczególnych eliminacjach | Wyniki w poszczególnych eliminacjach | Wyniki w poszczególnych eliminacjach | Wyniki w poszczególnych eliminacjach | Wyniki w poszczególnych eliminacjach | Wyniki kierowców | Wyniki kierowców | Wyniki konstruktora | Wyniki konstruktora |
| 1960  |               |             |           | Argentyna                            | Monako                               | Stany Zjednoczone                    | Holandia                             | Belgia                               | Francja                              | Wielka Brytania                      | Portugalia                           | Włochy                               | Stany Zjednoczone                    | Pkt.             | Msc.             | Pkt.                | Msc.                |
| ----- | ------------- | ----------- | --------- | ------------------------------------ | ------------------------------------ | ------------------------------------ | ------------------------------------ | ------------------------------------ | ------------------------------------ | ------------------------------------ | ------------------------------------ | ------------------------------------ | ------------------------------------ | ---------------- | ---------------- | ------------------- | ------------------- |
| 1960  | Peter Schmidt | Offenhauser | Bob Veith | -                                    | -                                    | 8                                    | -                                    | -                                    | -                                    | -                                    | -                                    | -                                    | -                                    | 0                | 38               | –                   | –                   |